# Bismarckdrongo
De bismarckdrongo  (Dicrurus megarhynchus) is een zangvogel uit de familie Dicruridae (drongo's).

## Kenmerken
De vogel is 51 tot 56 cm lang, inclusief lange staart 63 cm.Het mannetje is blauwzwart met een staalkleurige glans op de kruin, vleugels en staart. Op de bovenkant van de ondervleugeldekveren zitten witte vlekjes. De buitenste staartpennen zijn sterk verlengd. De staart is gemiddeld 38,4 cm lang en de buitenste pennen zijn 14 tot 17 cm langer dan de rest van de staart en buigen met een sierlijke bocht naar binnen. Het oog is oranjerood, de snavel is vrij groot en stevig, zowel de poten als de snavel zijn zwart. Het vrouwtje is iets kleiner en heeft een kortere staart, maar verschilt verder niet van het mannetje.

## Verspreiding en leefgebied
De bismarckdrongo komt alleen voor op het eiland Nieuw-Ierland van de Bismarck-archipel die behoort tot Papoea-Nieuw-Guinea. Het leefgebied ligt in de regen- en nevelwouden van het eiland tot een hoogte van 1800 m boven de zeespiegel.

Bismarckdrongo op de provincievlag van Nieuw-Ierland

## Status
De grootte van de populatie is in 2021 geschat op 100.00-500.000 volwassen vogels. Het verspreidingsgebied is klein en de aantallen nemen af door ontbossing. Op de Rode lijst van de IUCN heeft deze soort daarom de status gevoelig.